# إيفون هيوز
إيفون هيوز (بالإنجليزية: Yvonne Hughes)‏ هي ممثلة أمريكية، ولدت في 1900 في ماكيسبورت في الولايات المتحدة، وتوفيت في 26 ديسمبر 1950 في نيويورك في الولايات المتحدة.

## وصلات خارجية
- إيفون هيوز على موقع IMDb (الإنجليزية)
- إيفون هيوز على موقع قاعدة بيانات برودواي على الإنترنت (الإنجليزية)
- إيفون هيوز على موقع قاعدة بيانات الفيلم (الإنجليزية)